# Jadrian Clark
Jadrian Clark (Indianapolis, 22 aprile 1994) è un giocatore di football americano statunitense che milita nel ruolo di quarterback nei Nordic Storm della European League of Football (ELF).
Ha giocato nella squadra universitaria dei Weber State Wildcats, militando in seguito nelle squadre tedesche dei  Kirchdorf Wildcats (che ha aiutato a raggiungere la promozione in GFL), dei New Yorker Lions (coi quali ha conquistato una BIG6 European Football League) e degli Schwäbisch Hall Unicorns (raggiungendo il German Bowl, perso proprio contro i Lions) e negli austriaci Vienna Vikings (in seguito all'annullamento del campionato tedesco 2020; con loro ha vinto il campionato austriaco) per passare in seguito alla squadra professionistica tedesca degli Hamburg Sea Devils.
Nel 2023 ha giocato nella squadra universitaria dei Bristol Bullets e dal 2022 al 2024 ai Rhein Fire.

## Palmarès
- 1 BIG6 European Football League (2018)
- 1 Austrian Football League (2020)